# Бутанский институт исследования языка и культуры
Бутанский институт исследования языка и культуры (англ. Institute for Language and Cultural Studies) является частью Королевского университета Бутана. Основная задача института — сохранять и развивать национальный язык Бутана дзонг-кэ и его культуру.
В настоящее время институт расположен в Симтокха-дзонге в пяти километрах к югу от Тхимпху. Институт был основан 16 июля 1961 году в качестве монастырской школы в Симтокха-дзонге. За последние четыре десятилетия институт претерпел ряд изменений. В апреле 2002 года были выпущены первые 19 бакалавров в области языка и культуры. С тех пор выпуск бакалавров производится ежегодно. Институт также предлагает двухгодичные сертифицированные курсы, на которых изучаются два языка — английский и дзонг-кэ. Институт был первым учебным заведением, который вошёл в состав Королевского университета Бутана 28 апреля 2004 года.
В настоящее время в Симтокха нет свободного места для дальнейшего развития института, поэтому его планируется перенести в Такце (англ. Taktse) в дзонгхаге Тонгса в 2011 году.
Цели и задачи института:
- Сохранение и развитие традиций и культуры на основе изучения языков, логики, народной медицины, искусств и ремёсел, астрологии, истории Бутана, буддийской философии и т. д.
- Изучение и содействие распространения национального языка дзонг-кэ.
- Подготовка студентов, владеющих двумя языками — английским и дзонг-кэ.
- Содействие местным и зарубежным учёным в изучении языков, искусства и культуры Бутана.
- Быть центром документирования и сохранения нематериального культурного наследия.